# Demócratas por Andorra
Demòcrates per Andorra (en español: Demócratas por Andorra) es un partido político andorrano de corte liberal y centroderechista, que se formó en 2011 para presentarse a las elecciones generales de dicho año. 
El partido es sucesor de la Coalición Reformista, que concurrió a las elecciones de 2009, obteniendo la victoria electoral por mayoría absoluta. Está integrado por miembros del Partido Liberal, del Nuevo Centro, de la Unió Laurediana y algunos elementos provenientes del Partido Socialdemócrata. Su líder desde 2019 es Xavier Espot Zamora, el cual se convirtió en jefe del Gobierno de Andorra gracias al pacto que alcanzó con Liberales de Andorra y Ciudadanos Comprometidos. 
Su primer líder fue Antoni Martí Petit, el cual se convirtió en jefe del Gobierno de Andorra gracias al triunfo electoral de la coalición que encabezaba. Fue líder del partido de 2011 hasta 2019. 
En 2015, tras las elecciones generales celebradas el 1 de marzo, consigue de nuevo mayoría absoluta revalidando la presidencia de Antoni Martí Petit aunque viéndose reducido el número de consejeros generales de 20 a 15 y consiguiéndola por solo 17 votos de diferencia con el Partido Liberal de Andorra en la parroquia de Ordino en la circunscripción parroquial (en la que se jugaban 2 consejeros generales).
Volvió a ganar las elecciones parlamentarias de 2019 pero esta vez sin mayoría absoluta, por lo que tuvo que pactar con Liberales de Andorra y con Ciudadanos Comprometidos para investir como presidente a su líder, Xavier Espot Zamora.     
Ha llegado a gobernar Andorra la Vieja, Ordino, Canillo y Encamp. Tras las elecciones comunales de 2019 revalidó todas las parroquias que gobernaba, excepto Las Escaldas-Engordany, que pasó a gobernar el Partido Socialdemócrata de Andorra.

## Resultados electorales

### Consejo General de Andorra
El resultado en las elecciones al Consejo General de Andorra es el siguiente:
| Elecciones | Votos | %     | Escaños | +/– | Posición | Gobierno         |
| ---------- | ----- | ----- | ------- | --- | -------- | ---------------- |
| 2011       | 8,553 | 55.15 | 20/28   | 20  | 1.ª      | Mayoría absoluta |
| 2015       | 5,448 | 37.03 | 15/28   | 5   | 1.ª      | Mayoría absoluta |
| 2019       | 6,248 | 35.13 | 11/28   | 4   | 1.ª      | Coalición        |
| 2023       | 6,262 | 32.66 | 16/28   | 3   | 1.ª      | Mayoría Absoluta |

### Elecciones comunales
| Elecciones | Votos | %     | Escaños | +/– | Posición |
| ---------- | ----- | ----- | ------- | --- | -------- |
| 2011       | 6,394 | 50.60 | 62/86   | 62  | 1.ª      |
| 2015       | 4,968 | 37.10 | 45/80   | 17  | 1.ª      |
| 2019       | 6,092 | 42.86 | 49/80   | 4   | 1.ª      |
| 2023       | 7,956 | 53.03 | 47/80   | 2   | 1.ª      |